# Samir Kountar
Samir Kountar (سمير القنطار, Samir al-Qountar), né le 20 juillet 1962 à Abey (Liban) et mort le 19 décembre 2015 à Jaramana (Syrie), est un Libanais de confession druze. Kuntar a notamment mené l'attaque de Nahariya de 1979. Il est condamné pour meurtre en Israël l'année suivante. Il est relâché en juillet 2008 dans le cadre d'un échange. Longtemps militant du FLP d'Abu Abbas, Kuntar se rapproche ensuite du Hezbollah. Il est tué par un raid de l'aviation israélienne en 2015 en Syrie.

## Attaque de Nahariya
Samir Kountar s'engage à 14 ans dans le Front de libération de la Palestine. Le 22 avril 1979, alors âgé de 16 ans, il fait partie d'un commando de quatre hommes du FLP — avec Abdel-Majid Aslan, Mouhana El Mouayid et Ahmed El Abrass — qui, venus du Liban à bord de canots pneumatiques, débarquent de nuit sur une plage près de la ville de Naharya non loin de la frontière libanaise. L'objectif du commando est de capturer des soldats israéliens pour les échanger contre des détenus libanais et palestiniens,.
Ils enlèvent un père, Danny Haran, et sa petite fille, Einat Haran, âgée de quatre ans.  Au cours de l'assaut de la police israélienne, les deux otages,, un policier israélien et deux membres du commando du FLP sont tués, Samir Kountar et Ahmed El Abrass sont capturés. Selon la justice israélienne, Samir Kountar a exécuté le père sur la plage d'une balle dans la tête durant l'échange de tirs avec la police israélienne, puis fracassé la tête de la petite fille sur les rochers de la plage à l'aide de la crosse de son fusil. Samir Kountar nie avoir tué les otages.

## Procès et prison
Après un procès en 1980, Samir Kountar est condamné le 28 janvier 1980 à cinq fois la prison à perpétuité avec 47 ans supplémentaires. Durant sa vie derrière les barreaux, il a fait des dizaines de grèves de la faim ; après une grève de 19 jours, il gagne le droit d'étudier par correspondance. En 1992, il suit les cours de l'université de Tel-Aviv, dans la spécialité des sciences humaines et sociales, il obtient un diplôme en littérature et sociologie.
Le Dr Zvi Sela, qui fut chef du renseignement dans les prisons israéliennes, estime dans un entretien avec Haaretz en 2009 que les deux otages ont été tués par les tirs de la police israélienne.

## Libération et retour au Liban

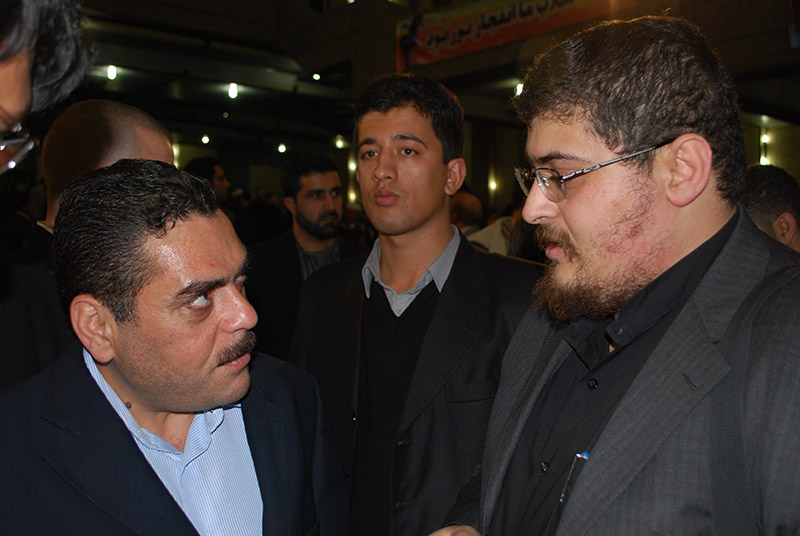
Samir Kountar (à gauche), janvier 2009.

Après de nombreuses années de négociation entre le Hezbollah et Israël, un échange est effectué : deux cadavres de soldats israéliens dont l'enlèvement avait déclenché le conflit israélo-libanais de 2006 contre 200 cadavres de combattants palestiniens et du Hezbollah ainsi que quatre combattants du Hezbollah faits prisonniers et Kountar. Lors de leur retour le 18 juillet 2008, une fête est organisée et diffusée par al Jazeera, la direction d'al Jazeera présente ses excuses à Israël pour cette émission quelques jours plus tard. Kountar remercie le Hezbollah et Hassan Nasrallah, et promet de retourner en Palestine.
Kountar se rapproche du Hezbollah dont il aurait peut-être intégré la branche armée ; il se serait également converti au chiisme.  
Le 8 septembre 2015, les États-Unis inscrivent Samir Kantar sur leur liste des « terroristes internationaux » et l'accusent d'avoir « joué un rôle opérationnel, avec l'aide de l'Iran et de la Syrie, dans la mise en place d'une infrastructure terroriste sur le plateau du Golan ».
En 2015, Samir Kountar serait chargé par la Syrie d'enrôler des druzes pour combattre au côté du gouvernement syrien.

## Mort
Samir Kountar est tué le 19 décembre 2015 par un raid aérien israélien à Jaramana, près de Damas. Le Hezbollah annonce sa mort le lendemain dans un communiqué,. Il est enterré au sud de Beyrouth et reçoit d'imposantes funérailles organisées par le Hezbollah. Le parti annonce qu'il répondra à sa mort par une action proportionnée.
Après l'annonce de sa mort, différentes personnalités politiques et religieuses libanaises lui rendent hommage. Walid Joumblatt, chef du parti socialiste progressiste, opposé au Hezbollah, le considère comme le « symbole de la lutte et de la fermeté ».